# Concurso Internacional Tchaikovski

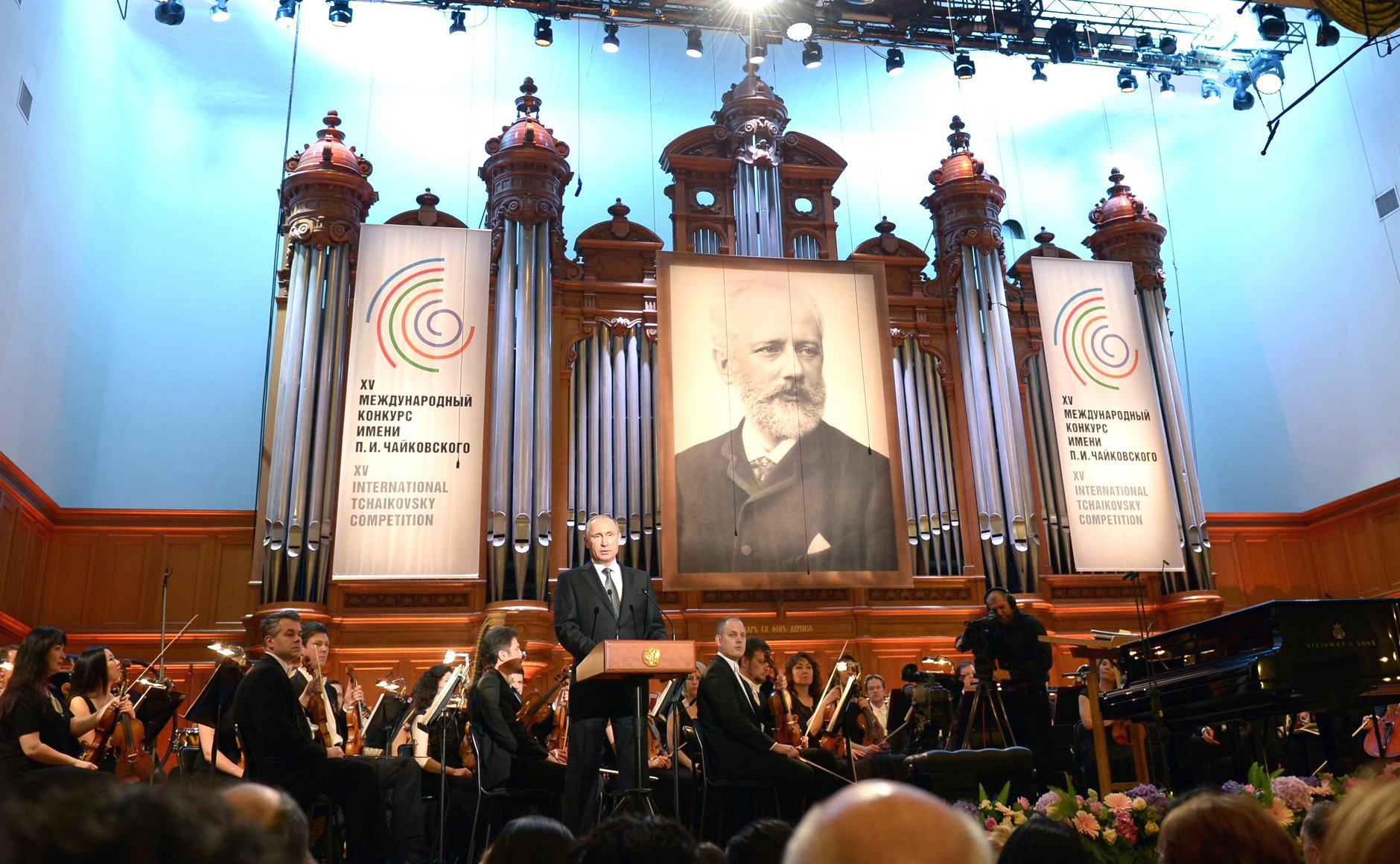
Владимир Путин на торжественном гала-концерте лауреатов XV Международного конкурса имени П.И.Чайковского

O Concurso Internacional Tchaikovski (em russo:  Международный конкурс имени П. И. Чайковского) é um concurso de várias categorias de música clássica organizado a cada quatro anos em Moscovo, Rússia, destinado a pianistas, violinistas e violoncelistas com idade compreendida entre os 16 e 30 anos de idade, e a cantores entre os 19 e 32. Criada sob o nome do pianista e compositor russo Piotr Ilitch Tchaikovski, o concurso Tchaikovski integra a Federação Mundial de Competições Internacionais de Música.
A primeira edição, em 1958, levou a competição duas categorias apenas: piano e violino. Desde a segunda edição, em 1962, foi adicionada a categoria de violoncelo; a categoria de voz foi inaugurada na terceira edição, em 1966.
Para a 14.ª edição, em 2011, Valery Gergiev foi nomeado director da competição e Richard Rodzinski (antigo presidente da Fundação Van Cliburn), director-geral. Foi instituído um novo sistema de votação, criado pelo matemático John MacBain, usado já por competições tais como a Competição Internacional de Violino de Indianapolis, a Competição Internacional de Piano Van Cliburn, e a Competição Internacional de Piano de Cleveland, e todo o regulamento foi alvo de uma revisão profunda.
A competição é organizada por um comité de proeminentes personalidades musicais russas e gerido pela Companhia de Concerto do Estado Russo (Sodruzhestvo). Júris internacionais de notáveis solistas, professores de música, directores musicais e prévios vencedores da competição são seleccionados para avaliar as prestações e escolher os premiados.
A 15.ª edição ocorreu em junho de 2015, mês em que têm lugar três eliminatórias da prova. Atualmente são atribuídos 26 prémios: 6 em cada categoria instrumental e 8 para os cantores, 4 para candidatos masculinos e 4 para femininos. As provas dessa edição foram transmitidas online em directo para todo o mundo pela Medici.tv, quebrando recordes de audiências. 

## Prémios[4]
Os valores dos prémios da 15º edição (2015) foram os seguintes (US$):
- Grand Prix US$ 100 000 em adição à quantia do primeiro prémio (o Grand Prix pode ser atribuído a um dos primeiros lugares de qualquer categoria, considerado excepcional pelos membros do júri);
- 1.º Prémio US$ 30 000 e medalha de ouro;
- 2.º Prémio US$ 20 000 e medalha de prata;
- 3.º Prémio US$ 10 000 e medalha de bronze;
- 4.º Prémio US$ 5 000 e um diploma;
- 5.º Prémio US$ 3 000 e um diploma;
- 6.º Prémio US$ 2 000 e um diploma.
- Prémio Especial para a melhor performance com Orquestra de Câmara na segunda ronda (nas categorias instrumentais) US$ 2 000 e um diploma.

## Vencedores[5]
Listagem de candidatos premiados em lugares associados às medalhas de ouro, prata e bronze (1.º, 2.º e 3.º lugar, correspondentemente; os premiados com 4.º, 5.º e 6.º prémios recebem diploma).

### Piano
| Ano  | 1.º Prémio/Ouro                                    | 2.º Prémio/Prata                                            | 3.º Prémio/Bronze                                                 |
| 1958 | Van Cliburn (EUA)                                  | Lev Vlassenko (URSS) Liu Shikun (China)                     | Naum Shtarkman (URSS)                                             |
| 1962 | Vladimir Ashkenazy (URSS) John Ogdon (Reino Unido) | Susan Starr (EUA) Yin Chengzong (China)                     | Eliso Virsaladze (URSS)                                           |
| 1966 | Grigory Sokolov (URSS)                             | Misha Dichter (EUA)                                         | Victor Eresko (URSS)                                              |
| 1970 | Vladimir Krainev (URSS) John Lill (Reino Unido)    | Horacio Gutiérrez (Cuba)                                    | Arthur Moreira Lima (Brasil) Viktoria Postnikova (URSS)           |
| 1974 | Andrei Gavrilov (URSS)                             | Myung-whun Chung (Coreia do Sul) Stanislav Igolinsky (URSS) | Youri Egorov (URSS)                                               |
| 1978 | Mikhail Pletnev (URSS)                             | Pascal Devoyon (França) André Laplante (Canadá)             | Nikolai Demidenko (URSS) Evgeny Ryvkin (URSS)                     |
| 1982 | Não atribuído                                      | Peter Donohoe (Reino Unido) Vladimir Ovchinnikov (URSS)     | Mitie Koyama (Japão)                                              |
| 1986 | Barry Douglas (Reino Unido)                        | Natalia Trull (URSS)                                        | Irina Plotnikova (URSS)                                           |
| 1990 | Boris Berezovsky (URSS)                            | Vladimir Mischouk (URSS)                                    | Kevin Kenner (EUA) Johan Schmidt (Alemanha) Anton Mordasov (URSS) |
| 1994 | Não atribuído                                      | Nikolai Lugansky (Rússia)                                   | Vadim Rudenko (Rússia) HaeSun Paik (Coreia do Sul)                |
| 1998 | Denis Matsuev (Rússia)                             | Vadim Rudenko (Rússia)                                      | Freddy Kempf (Reino Unido)                                        |
| 2002 | Ayako Uehara (Japão)                               | Alexei Nabiulin (Rússia)                                    | Tszyuy Tszin (China) Andrey Ponochevny (Rússia)                   |
| 2007 | Não atribuído                                      | Miroslav Kultyshev (Rússia)                                 | Alexander Lubyantsev (Rússia)                                     |
| 2011 | Daniil Trifonov (Rússia)                           | Yeol Eum Son (South Korea)                                  | Seong-Jin Cho (Coreia do Sul)                                     |
| 2015 | Dmitry Masleev (Rússia)                            | Lucas Geniušas (Lituânia/Rússia) George Li (EUA)            | Sergei Redkin (Rússia) Daniel Kharitonov (Rússia)                 |

### Violino
| Ano  | 1.º Prémio/Ouro                               | 2.º Prémio/Prata                                                   | 3.º Prémio/Bronze                                                            |
| 1958 | Valery Klimov (URSS)                          | Victor Pikaizen (URSS)                                             | Ştefan Ruha (Roménia)                                                        |
| 1962 | Boris Gutnikov (URSS)                         | Shmuel Ashkenasi (Israel) Irina Bochkova (URSS)                    | Nina Beilina (URSS) Yoko Kubo (Japão)                                        |
| 1966 | Viktor Tretiakov (URSS)                       | Masuko Ushioda (Japão) Oleg Kagan (URSS)                           | Yoko Sato (Japão) Oleh Krysa (URSS)                                          |
| 1970 | Gidon Kremer (URSS)                           | Vladimir Spivakov (URSS) Mayumi Fujikawa (Japão)                   | Liana Isakadze (URSS)                                                        |
| 1974 | Não atribuído                                 | Eugene Fodor (EUA) Ruben Agaronyan (URSS) Rusudan Gvasaliya (URSS) | Marie-Annick Nicolas (França) Vanya Milanova (Bulgária)                      |
| 1978 | Ilya Grubert (URSS) Elmar Oliveira (EUA)      | Mihaela Martin (Roménia) Dylana Jenson (EUA)                       | Irina Medvedeva (URSS) Alexandr Vinnitsky (URSS)                             |
| 1982 | Viktoria Mullova (URSS) Sergey Stadler (URSS) | Tomoko Kato (Japão)                                                | Stephanie Chase (EUA) Andres Cardenes (EUA)                                  |
| 1986 | Ilya Kaler (URSS) Raphaël Oleg (França)       | Xue Wei (China) Maxim Fedotov (URSS)                               | Jane Peters (Austrália)                                                      |
| 1990 | Akiko Suwanai (Japão)                         | Evgeny Bushkov (URSS)                                              | Alyssa Park (EUA)                                                            |
| 1994 | Não atribuído                                 | Anastasia Chebotareva (Rússia) Jennifer Koh (EUA)                  | Graf Murzh (Rússia) Marco Rizzi (Italia)                                     |
| 1998 | Nikolai Savchenko (Rússia)                    | Latica Honda-Rosenberg (Alemanha)                                  | Ichun Pan (China)                                                            |
| 2002 | Não atribuído                                 | Tamaki Kawakubo (Japão/EUA)                                        | Xi Chen (China)                                                              |
| 2007 | Mayuko Kamio (Japão)                          | Nikita Boriso-Glebsky (Rússia)                                     | Yuki Manuela Janke (Alemanha)                                                |
| 2011 | Não atribuído                                 | Sergey Dogadin (Rússia) Itamar Zorman (Israel)                     | Jehye Lee (Coreia do Sul)                                                    |
| 2015 | Não atribuído                                 | Yu-Chien Tseng (Taiwan)                                            | Alexandra Conunova (Moldávia) Haik Kazazyan (Rússia) Pavel Milyukov (Rússia) |

### Violoncelo
| Ano  | 1.º Prémio/Ouro                             | 2.º Prémio/Prata                                       | 3.º Prémio/Bronze                                      |
| 1962 | Natalia Shakhovskaya (URSS)                 | Leslie Parnas (EUA) Valentin Feygin (URSS)             | Natalia Gutman (URSS) Mikhail Khomitser (URSS)         |
| 1966 | Karine Georgian (URSS)                      | Stephen Kates (EUA) Arto Noras (Finlândia)             | Kenichiro Yasuda (Japão) Eleonora Testelets (URSS)     |
| 1970 | David Geringas (URSS)                       | Victoria Yagling (URSS)                                | Ko Iwasaki (Japão)                                     |
| 1974 | Boris Pergamenschikov (URSS)                | Ivan Monighetti (URSS)                                 | Hirofumi Kanno (Japão)                                 |
| 1978 | Nathaniel Rosen (EUA)                       | Mari Fudzivara (Japão) Daniel Veis (Checoslováquia)    | Alexander Kniazev (URSS) Alexander Rudin (URSS)        |
| 1982 | Antonio Meneses (Brasil)                    | Alexander Rudin (URSS)                                 | Georg Faust (Alemanha)                                 |
| 1986 | Mario Brunello (Italia) Kirill Rodin (URSS) | Suren Bagratuni (URSS) Martti Rousi (Finlândia)        | Sara Sant'Ambrogio (EUA) John Sharp (EUA)              |
| 1990 | Gustav Rivinius (Alemanha)                  | Françoise Groben (Luxemburgo) Alexander Kniazev (URSS) | Bion Tsang (EUA) Tim Hugh (Reino Unido)                |
| 1994 | Não atribuído                               | Não atribuído                                          | Não atribuído                                          |
| 1998 | Denis Shapovalov (Rússia)                   | Liwei Qin (Austrália)                                  | Boris Andrianov (Rússia)                               |
| 2002 | Não atribuído                               | Johannes Moser (Alemanha)                              | Claudius Popp (Alemanha) Alexander Chaushian (Arménia) |
| 2007 | Sergey Antonov (Rússia)                     | Alexander Buzlov (Rússia)                              | István Várdai (Hungria)                                |
| 2011 | Narek Hakhnazaryan (Rússia)                 | Edgar Moreau (França)                                  | Ivan Karizna (Bielorrússia)                            |
| 2015 | Andrei Ionuț Ioniță (Roménia)               | Alexander Ramm (Rússia)                                | Alexander Buzlov (Rússia)                              |

### Voz, masculino
| Ano  | 1.º Prémio/Ouro                                   | 2.º Prémio/Prata                                 | 3.º Prémio/Bronze \|-                                |
| 1966 | Vladimir Atlantov (URSS)                          | Nikolai Okhotnikov (URSS)                        | Simon Estes (EUA) Konstantin Lisovsky (URSS)         |
| 1970 | Evgeny Nesterenko (URSS) Nikolai Orgenich (URSS)  | Vladislav Piavko (URSS) Zurab Sotkilava (URSS)   | Victor Trishin (URSS)                                |
| 1974 | Ivan Ponomarenko (URSS)                           | Kolos Kováts (Hungria)                           | Anatoly Ponomarenko (URSS) Vladimir Malchenko (URSS) |
| 1978 | Não atribuído                                     | Valentin Pivovarov (URSS) Nikita Storojev (URSS) | Yuri Statnik (URSS)                                  |
| 1982 | Paata Burchuladze (URSS)                          | Gegam Grigorian (URSS)                           | Vladimir Chernov (URSS)                              |
| 1986 | Alexander Morozov (URSS) Grigory Gritsyuk (URSS), | Barseg Tumanyan (URSS)                           | Sergei Martynov (URSS)                               |
| 1990 | Hans Choi (EUA)                                   | Boris Statsenko (URSS)                           | Oleg Kulko (URSS) Wojciech Drabowicz (Polónia)       |
| 1994 | Chen-Ye Yuan (China)                              | Não atribuído                                    | Mikhail Davydov (Rússia) Ho Gwan Su (China)          |
| 1998 | Besik Gabitashvili (Georgia)                      | Evgeny Nikitin (Rússia)                          | Alexander Kisselev (Rússia)                          |
| 2002 | Mikhail Kazakov (Rússia)                          | Andrej Dunaev (Rússia)                           | Kim Don Seub (Coreia do Sul)                         |
| 2007 | Alexander Tsymbalyuk (Ucrânia)                    | Dmitry Belosselskiy (Rússia)                     | Maxim Paster (Ucrânia)                               |
| 2011 | Jongmin Park (Coreia do Sul)                      | Enkhbatyn Amartüvshin (Mongólia)                 | Não atribuído                                        |
| 2015 | Ariunbaatar Ganbaatar (Mongólia)                  | Chuanyue Wang (China)                            | Hansung Yoo (Coreia do Sul)                          |

### Voz, feminino
| Ano  | 1.º Prémio/Ouro                                   | 2.º Prémio/Prata                                                              | 3.º Prémio/Bronze                                   |
| 1966 | Jane Marsh (EUA)                                  | Veronica Tyler (EUA) Evelina Stoytseva (Bulgária)                             | Não atribuído                                       |
| 1970 | Elena Obraztsova (URSS) Tamara Sinyavskaya (URSS) | Não atribuído                                                                 | Evdokia Kolesnik (URSS)                             |
| 1974 | Não atribuído                                     | Lyudmila Sergiyenko (URSS) Stefka Evstatieva (Bulgária) Sylvia Sass (Hungria) | Galina Kalinina (URSS) Tatiana Erastova (URSS)      |
| 1978 | Lyudmila Shemchuk (URSS)                          | Lyudmila Nam (URSS)                                                           | Ewa Podleś (Polónia) Mariana Ciaromila (Roménia)    |
| 1982 | Lidiya Zabilyasta (URSS)                          | Khuraman Gasimova (URSS)                                                      | Dolora Zajick (EUA)                                 |
| 1986 | Natalia Erasova (URSS)                            | Barbara Kilduff (Japão), Ana Felicia Filip (Roménia)                          | Maria Guleghina (URSS)                              |
| 1990 | Deborah Voigt (EUA)                               | Marina Shaguch (URSS)                                                         | Emilia Oprea (Roménia) Maria Khokhlogorskaya (URSS) |
| 1994 | Hibla Gerzmava (Geórgia) Marina Lapina (Rússia)   | Laura Claycomb (EUA) Tatiana Zakharchu (Ucrânia)                              | Irina Gelahova (Rússia)                             |
| 1998 | Mieko Sato (Japão)                                | Elena Manistina (Rússia)                                                      | Maira Mukhamed (Cazaquistão)                        |
| 2002 | Aitalina Afanasieva-Adamova (Rússia)              | U Bisia (China)                                                               | Anna Samuil (Rússia)                                |
| 2007 | Albina Shagimuratova (Rússia)                     | Olesya Petrova (Rússia)                                                       | Marika Gulordava (Geórgia)                          |
| 2011 | Sunyoung Seo (Coreia do Sul)                      | Não atribuído                                                                 | Elena Guseva (Rússia)                               |
| 2015 | Yulia Matochkina (Rússia)                         | Svetlana Moskalenko (Rússia)                                                  | Mane Galoyan (Arménia)                              |

### Grand Prix
- 1994: Categoria: Voz (feminina) Hibla Gerzmava
- 2011: Categoria: Piano Daniil Trifonov
- 2015: Categoria: Voz (masculina) Ariunbaatar Ganbaatar